# Naturschutzgebiet Wicheler Heide

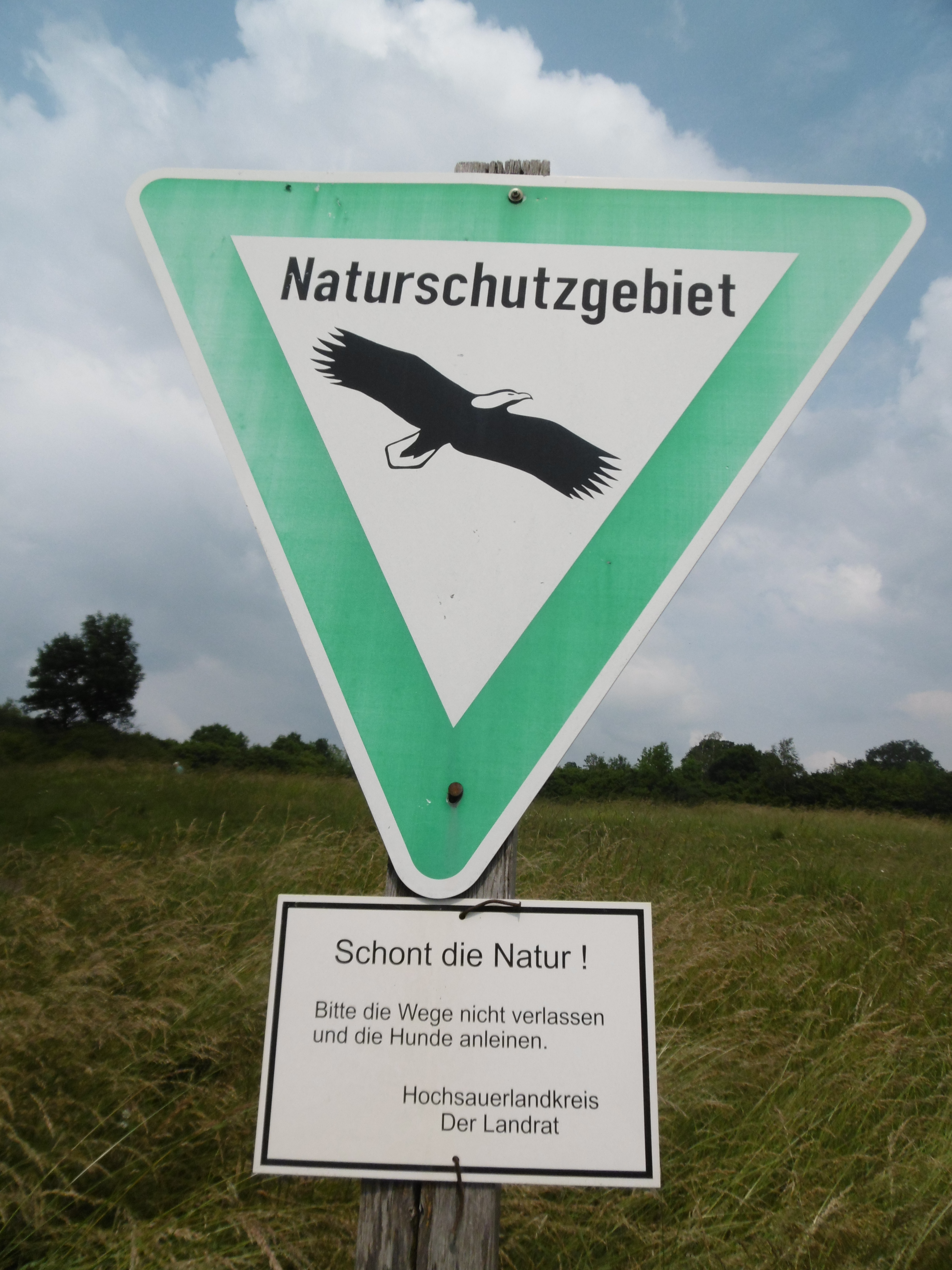
NSG-Schild mit Hinweisschild
Schont die Natur! Bitte die Wege nicht verlassen und die Hunde anleinen.

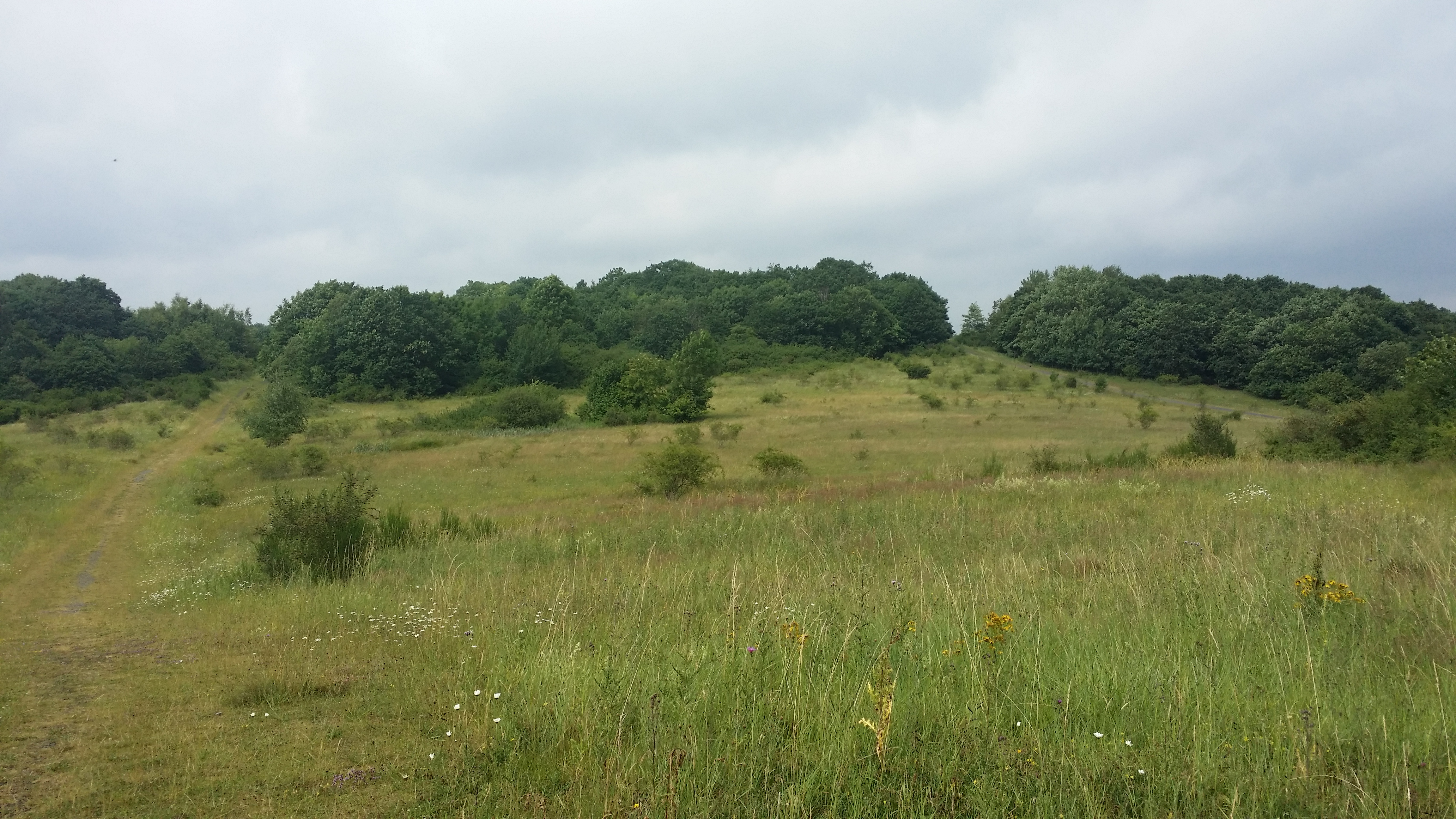
Nordbereich

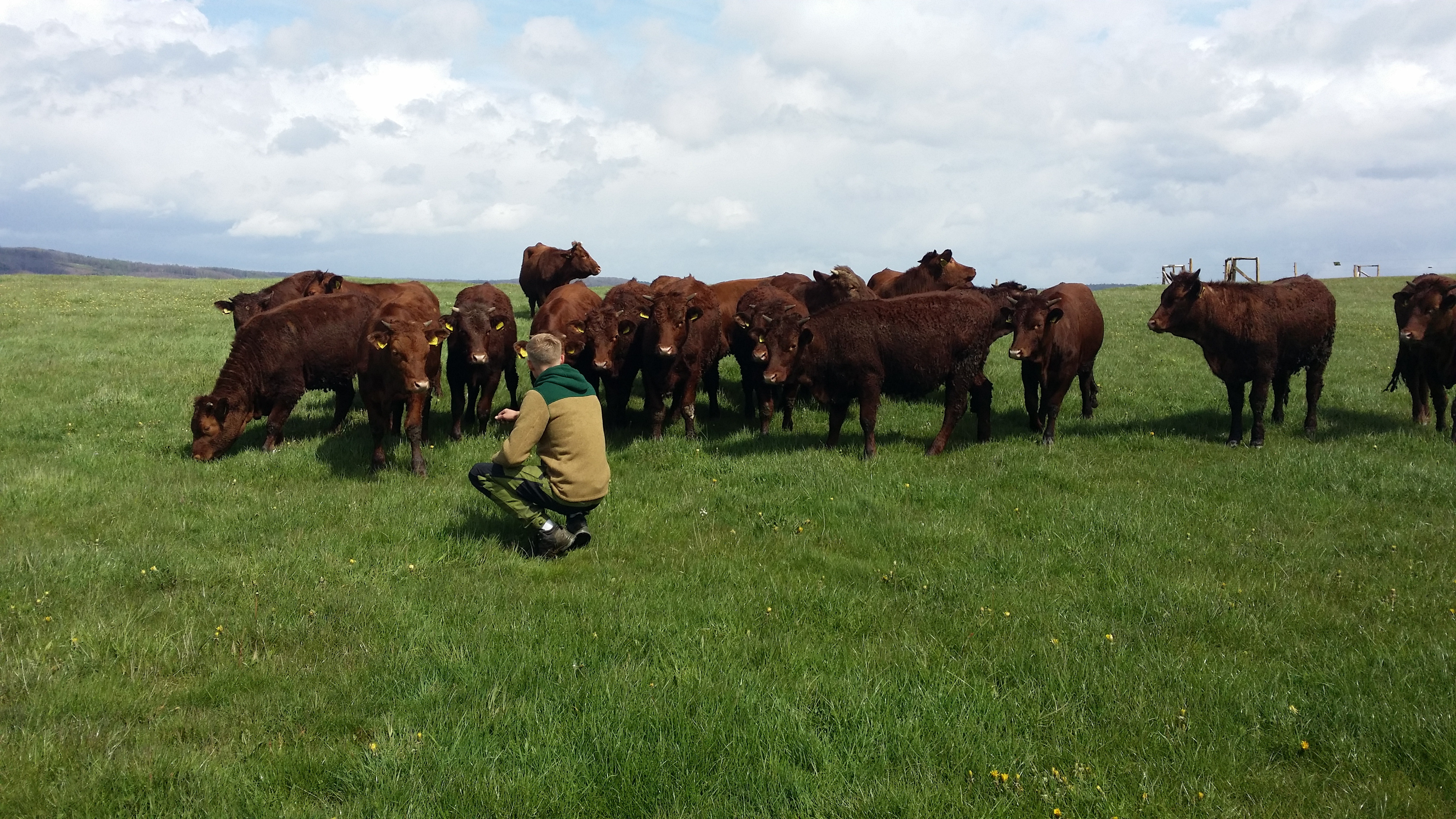
Rotes Höhenvieh im NSG

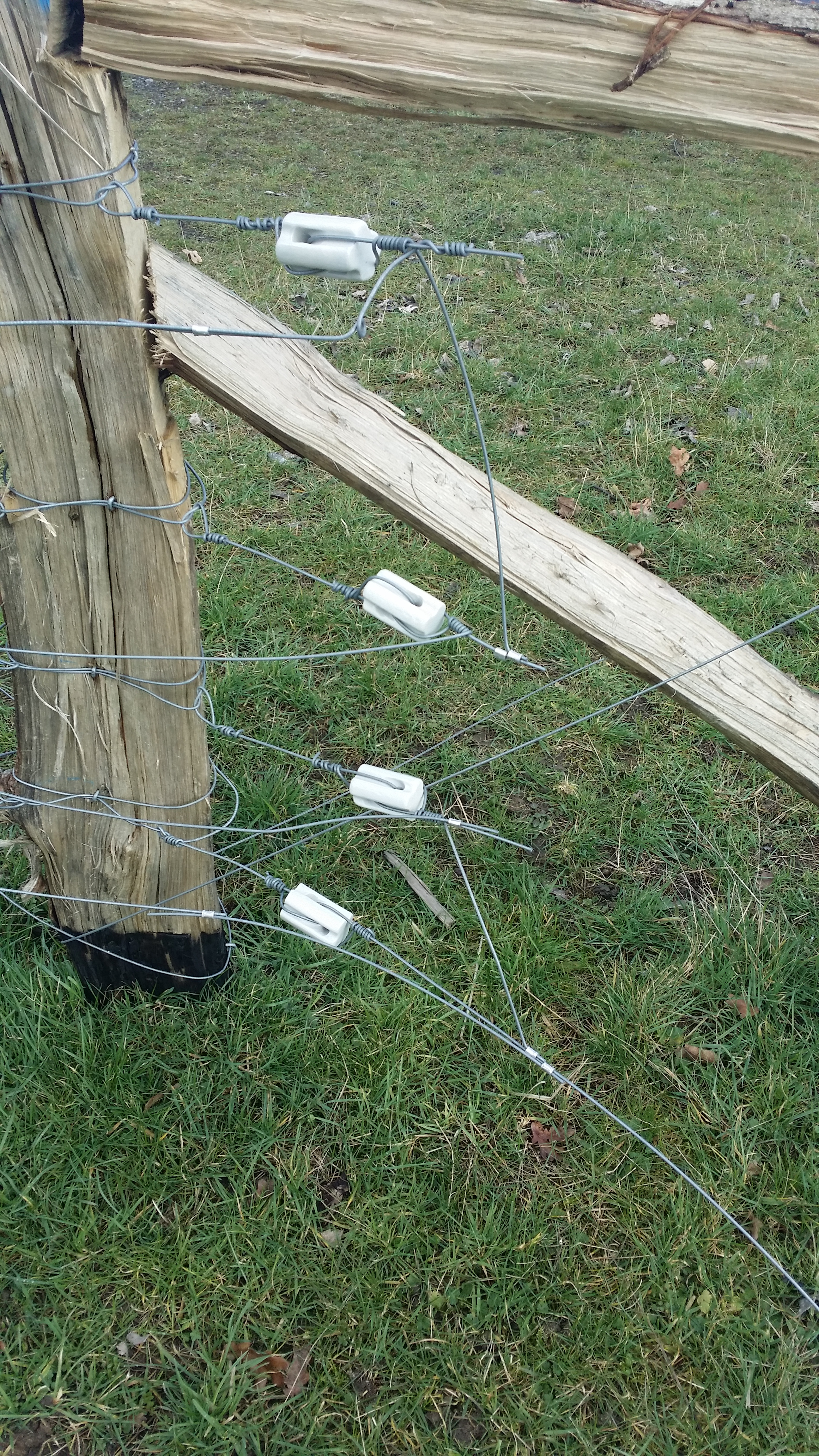
Zerstörter Zaun im NSG

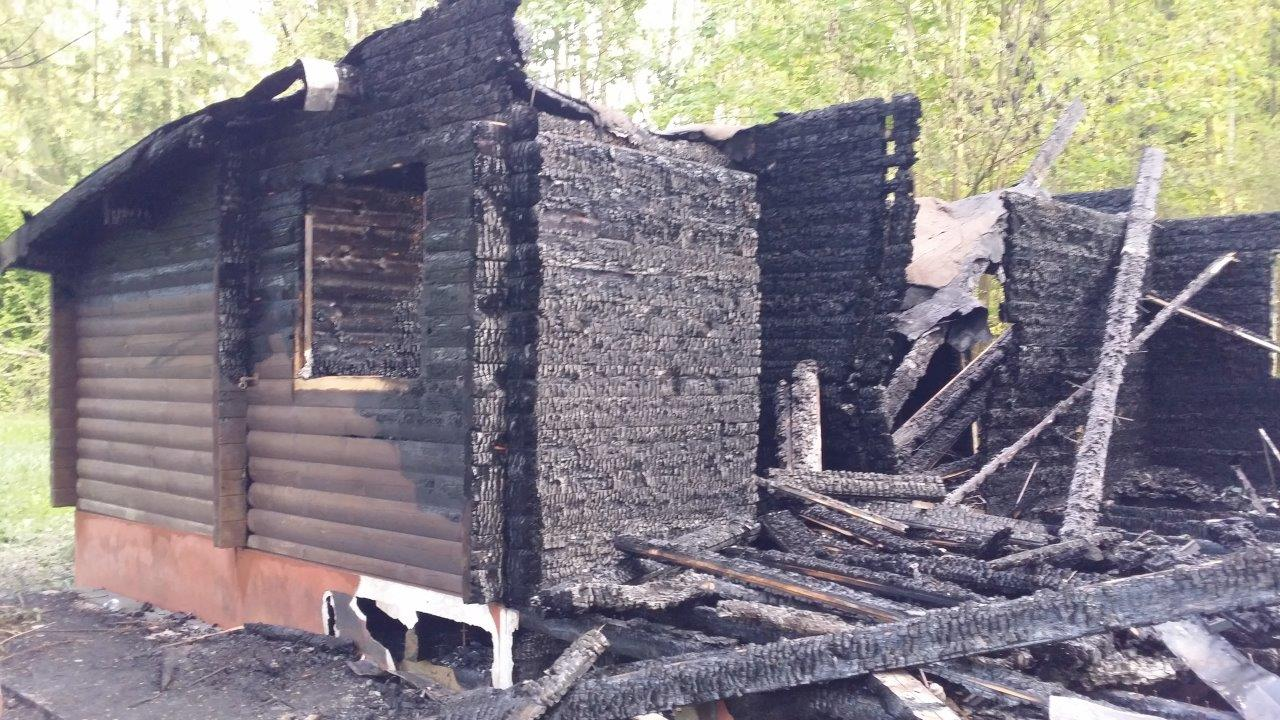
Hütte der Stiftung nach Brandstiftung

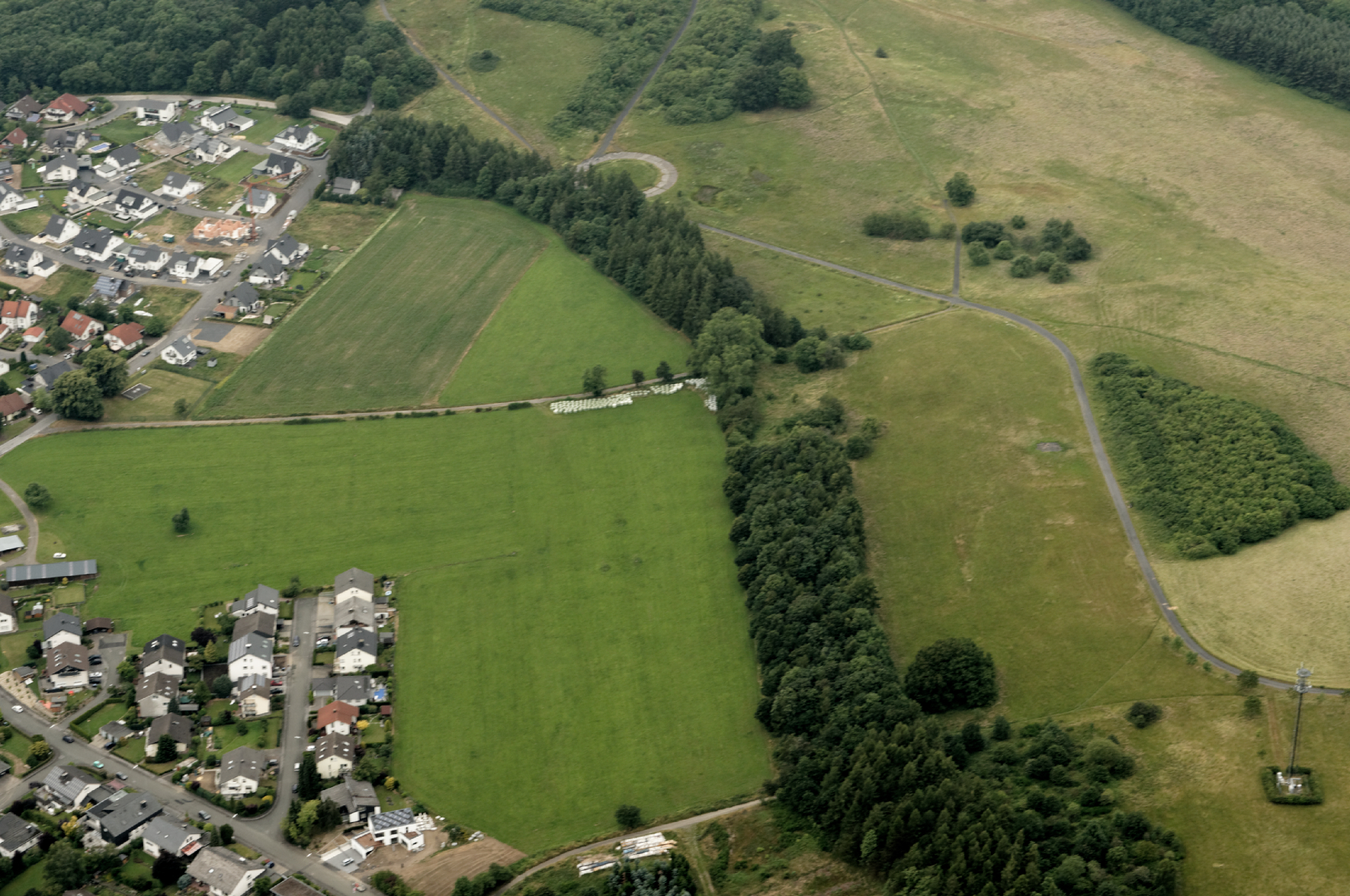
Südwestlicher Teilbereich des Naturschutzgebietes (nordöstlich von Müschede)

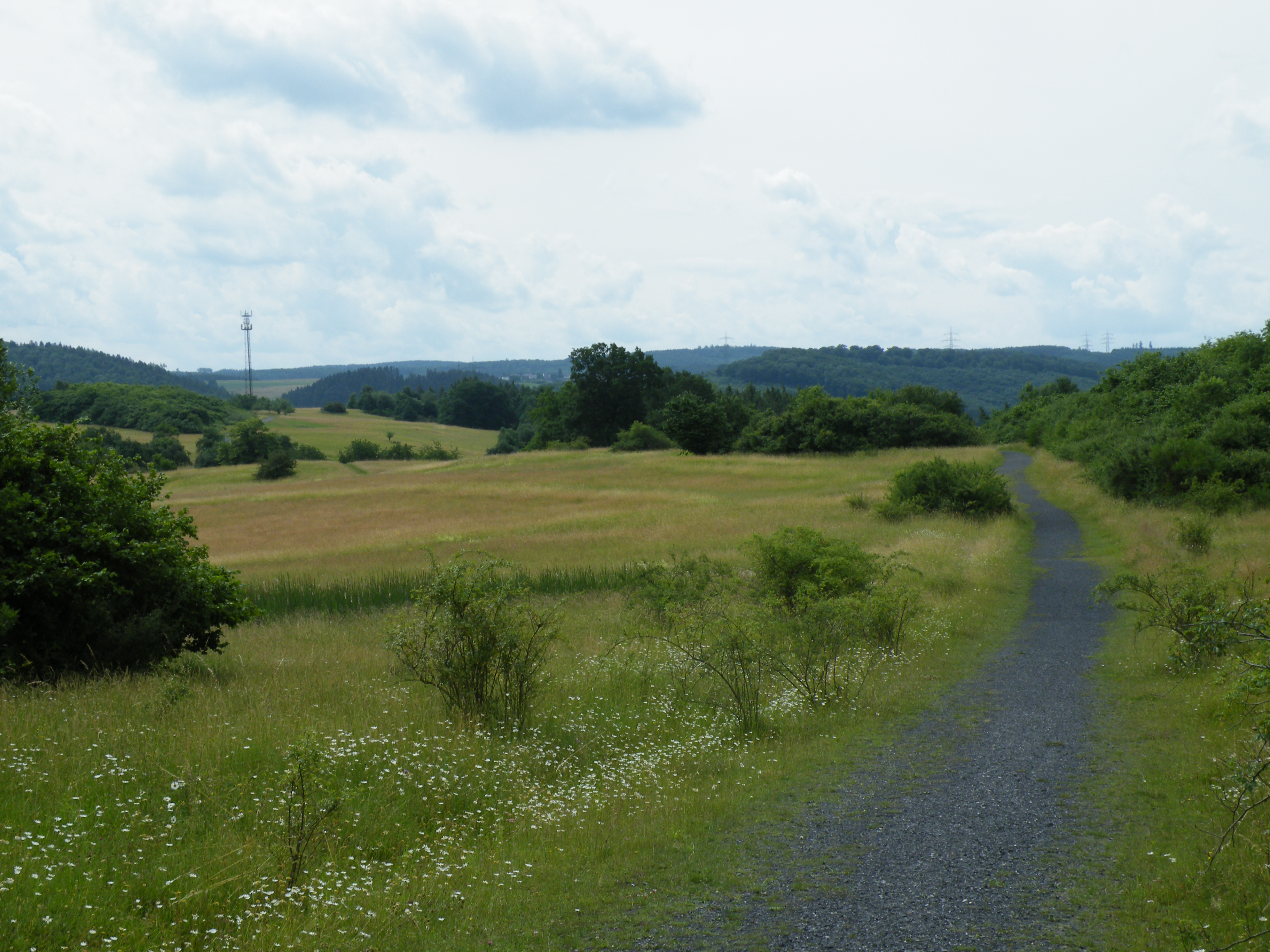
Blick nach Süden

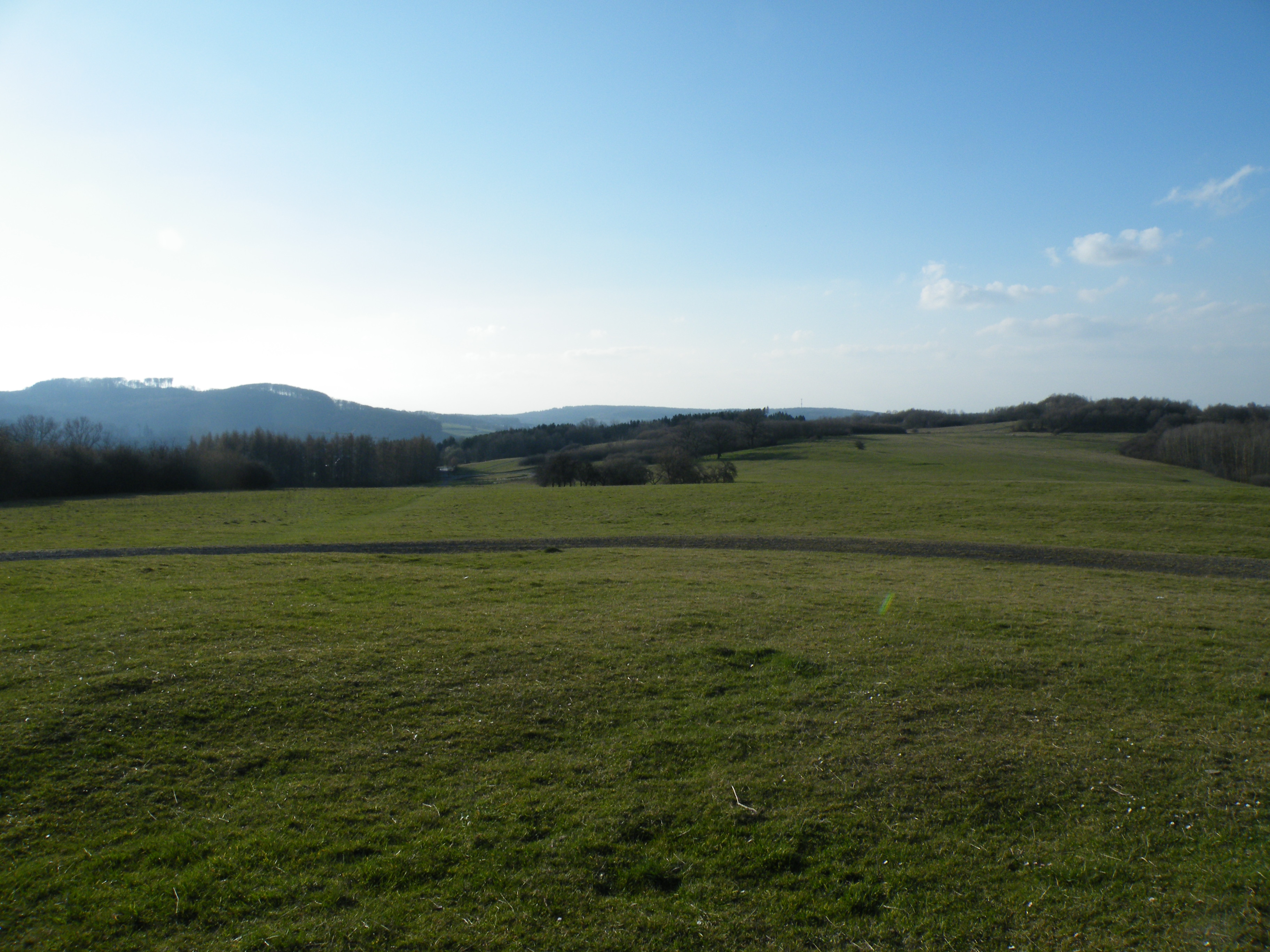
Blick von Süden nach Norden

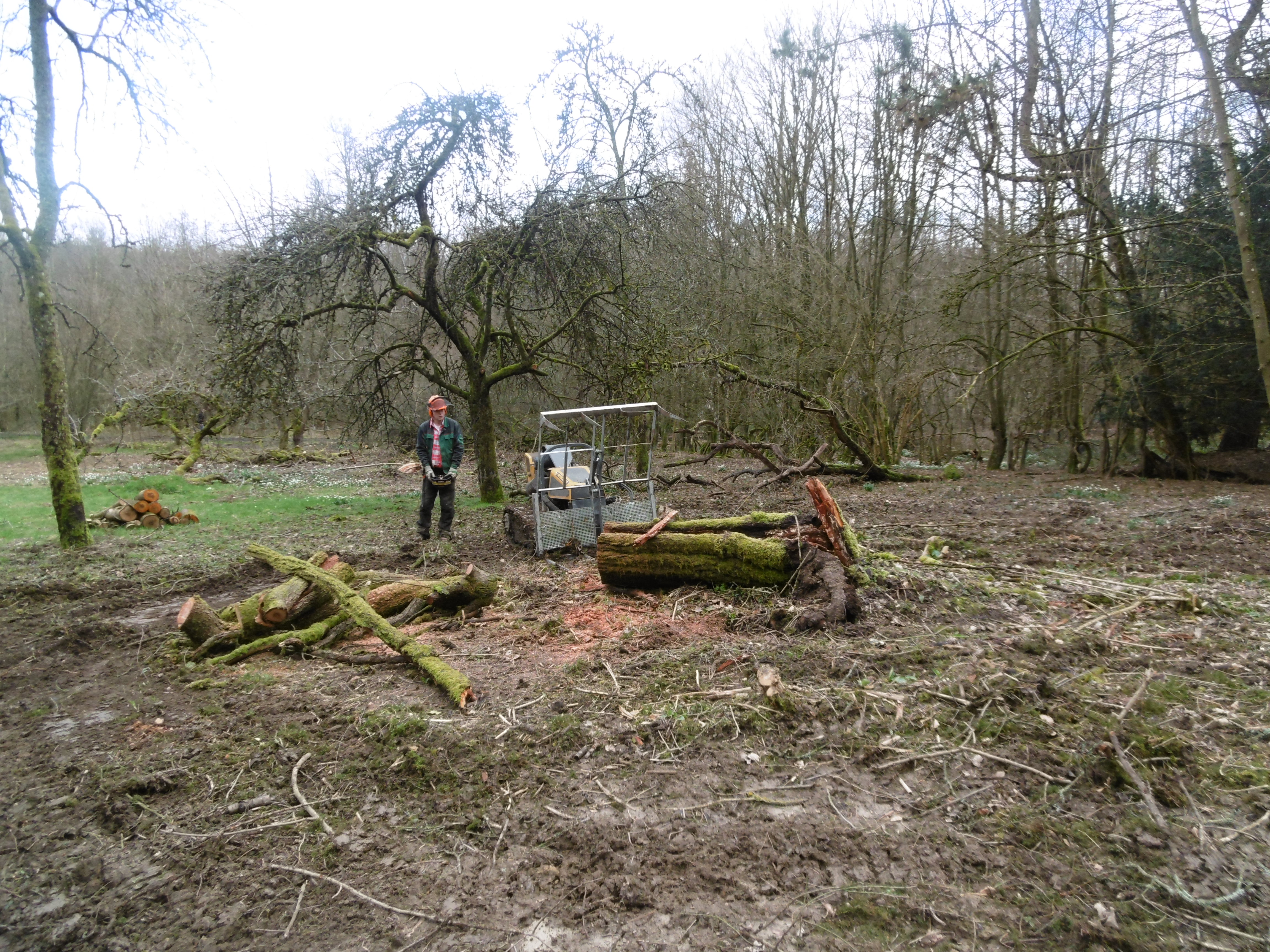
Mitarbeiter der Biologischen Station räumt umgefallene Obstbäume von der vorher entbuschten Obstwiese

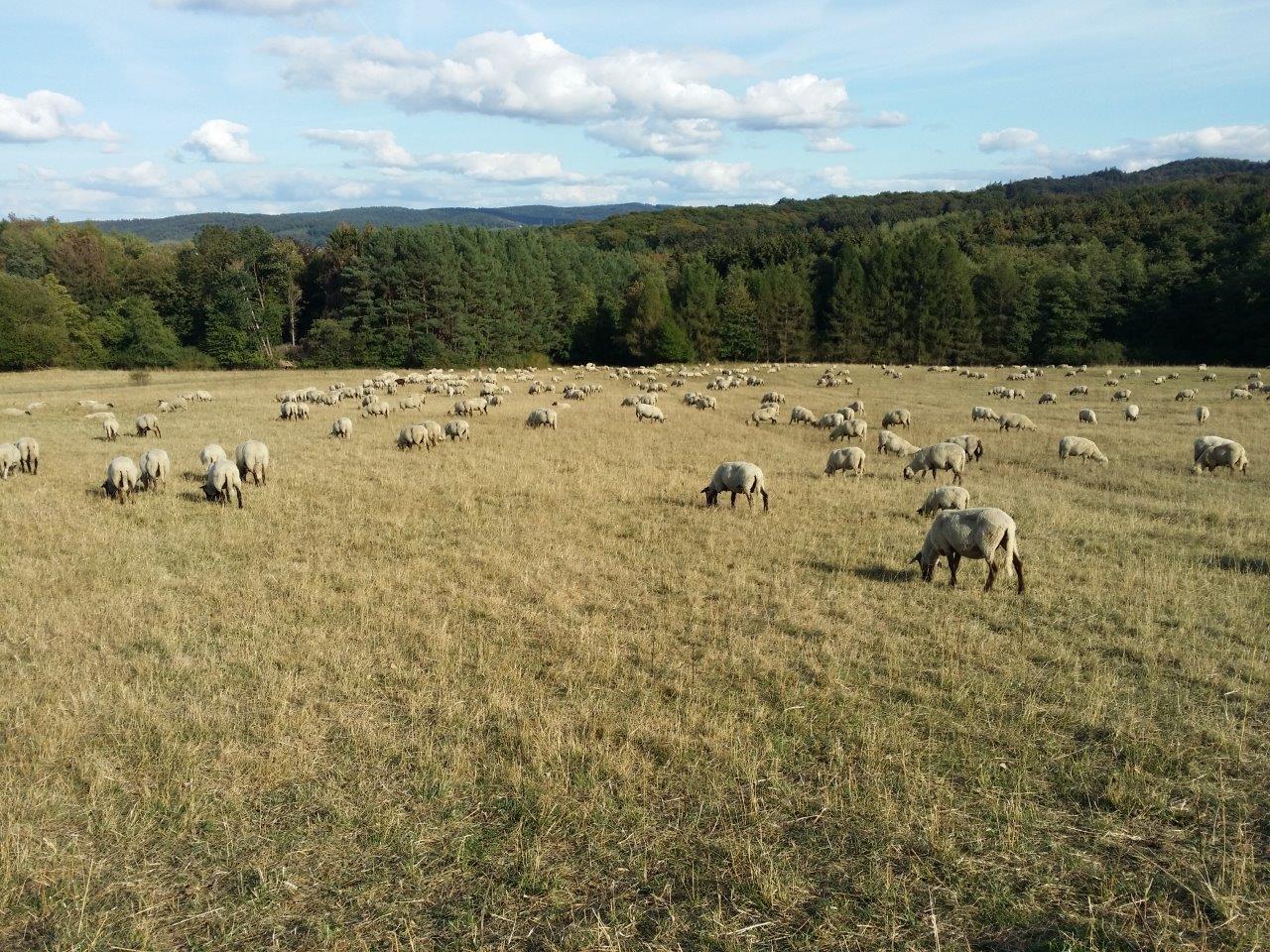
Schafherde im NSG Spreiberg

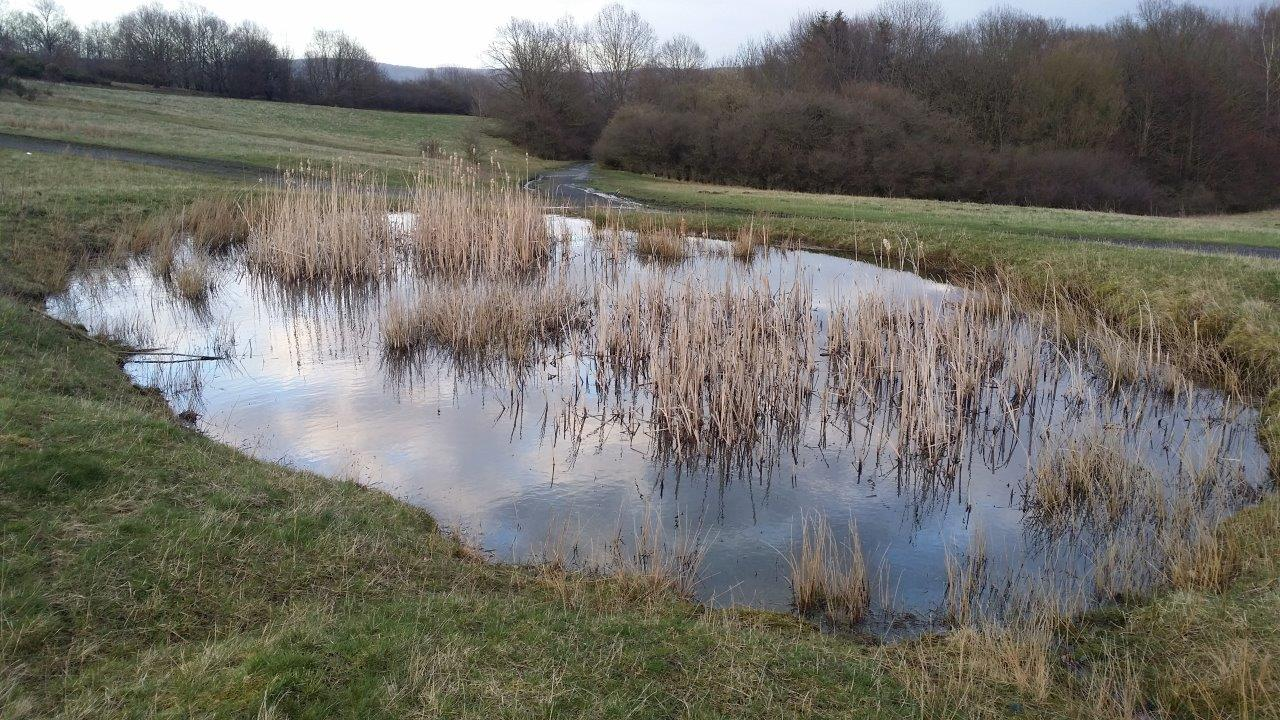
Teich im Schutzgebiet

Das Naturschutzgebiet Wicheler Heide mit einer Flächengröße von 104,1 ha liegt am östlichen Dorfrand von Arnsberg-Müschede bzw. südlich des Siedlungsrandes von Hüsten im Hochsauerlandkreis. Es handelt sich um den ehemaligen Standortübungsplatz Spreiberg. Es wurde 1998 mit dem Landschaftsplan Arnsberg durch den Kreistag des Hochsauerlandkreises festgeschrieben, dass bei der Nutzungsaufgabe des Standorttruppenübungsplatz Spreiberg 88 ha automatisch zum Naturschutzgebiet (NSG) wird. Nach Nutzungsaufgabe des Standorttruppenübungsplatzes Spreiberg wurde das Gebiet 2006 zum Naturschutzgebiet Spreiberg. Bei der Überarbeitung des Landschaftsplans lag ein Antrag auf Umbenennung des Naturschutzgebietes in Naturschutzgebiet Wicheler Heide vor, da dieses Gebiet im Volksmund diesen Namen trägt. Bei der Neuaufstellung des Landschaftsplaners Arnsberg wurde das NSG mit geändertem Namen erneut ausgewiesen und um 14,1 ha vergrößert.
Das Naturschutzgebiet Waldreservat Obereimer grenzt im Südosten direkt ans NSG Wicheler Heide. Der Landschaftsplan führt zum Wert des NSG aus: „Das Gebiet hat aufgrund seiner Vielgestaltigkeit und seines Artenreichtums eine zentrale Funktion im Biotopverbundsystem.“ Im Osten grenzt das Landschaftsschutzgebiet Hüsten Ost an. Im Nordwesten, Südwesten und Süden liegt direkt das Landschaftsschutzgebiet Arnsberg.

## Beschreibung
Die Höhenlage des NSG geht bis zu 270 m. Der Hauptteil des NSG wird von Grünland eingenommen. Am schwach geneigten Südost- bis Westhang des Spreibergs befindet sich eine Magerweide. Die Magerweide ist teils eine kraut- und artenreiche Straussgras-Rotschwingelweide. Im Grünland befinden sich Feldgehölze und Hecken. Auch zwei alte Stieleichen mit einem Stammdurchmesser von 90 bis 100 cm und zwei Obstbaumbereiche strukturieren das Grünland. In Randbereichen, insbesondere im Südosten des NSG, befinden sich Waldbereiche. Auch mehrere Teiche unterschiedlicher Größe befinden sich im Schutzgebiet.
Die Grünlandbereiche werden von einem Wanderschäfer mit seiner Schafherde beweidet. Zukünftig sollen Schafe nur noch Randflächen beweiden. Die Flächen im Zentrum des NSG sollen zukünftig mit Rindern und Pferde extensiv beweidet werden.

## NABU-Stiftung Nationales Naturerbe als Eigentümer des NSG
Anfang Oktober 2016 wurde das NSG zusammen mit den ehemaligen Truppenübungsplätzen Büchelberg und Osterode von der Bundesrepublik Deutschland der NABU-Stiftung Nationales Naturerbe übertragen. Dabei ist die dem NABU übertragende Fläche mit 111 ha noch 23 ha größer als das ausgewiesene NSG. Am 4. November 2016 pflanzten Mitarbeiter der NABU-Stiftung Nationales Naturerbe, darunter auch der Stiftungsvorsitzende Christian Unselt, und Mitarbeiter der KPMG Deutschland, mit welcher der NABU eine Kooperation hat, 250 junge Rotbuchen im NSG um den Laubholzbestand im NSG zu vergrößern.
Dem Modell-Segelflugsport Spreiberg e. V., welcher vorher 37 Jahre den Spreiberg zum Modell-Segelflugsport nutzte, wurde im August 2018 der Nutzungsvertrag von der NABU-Stiftung Nationales Naturerbe gekündigt.
Im Mai 2020 gab die Stiftung bekannt, dass große Teile des NSG ab Frühjahr 2021 für eine Ganzjahresbeweidung mit Rotem Höhenvieh, einer früher im Sauerland häufigen alten Kuhrasse, genutzt werden sollen. Dazu wurden ab Herbst 2020 Zäune um 67 ha Fläche gebaut.
Im Oktober 2020 kam es zu massiver Kritik einer Bürgerinteressengemeinschaft Spreiberg (BI) an den Beweidungsplänen mit einer Einzäunung des Gebietes. Die BI forderte insbesondere, dass keine Zäune gebaut werden sollen und dass die Besucher mit ihren Hunden weiter frei über das Grünland laufen dürfen. Dabei ist im NSG, wie in allen Naturschutzgebieten in Deutschland, das Verlassen der Wege verboten, worauf Schilder schon immer hinweisen. Die NABU-Stiftung Nationales Naturerbe nahm einige Anregungen der Bürger auf und änderte in verschiedenen Punkten ihre Pläne, blieb aber beim Beweidungsprojekt mit dem Roten Höhenvieh.
Im Frühjahr 2021 wurden, gerade erst gebaute, Weidezäune und Schilder im NSG zerstört. Die NABU-Stiftung erstattete Anzeige und bat die Bevölkerung um Mithilfe bei der Aufklärung des Vandalismus. Am 4. Mai 2021 kam es zum Auftrieb von 20 Jungtieren und einer Leitkuh des Roten Höhenvieh auf einer eingezäunten Weide am Spreiberg, welche aus dem Harz stammten.
Am 30. Mai 2021 kam es zur Brandstiftung an einer Hütte der Stiftung an einer Fischteichanlage im Südosten des Stiftungsgebietes. Die Hütte brannte trotz des Einsatzes von 100 Feuerwehrleuten komplett aus. Eine Einsatzkraft der Feuerwehr musste verletzt ins Krankenhaus. Zwei Jugendliche werden von der Polizei als Verdächtige der Brandstiftung gesucht.

## Schutzzweck
Laut Landschaftsplan erfolgte die Ausweisung zum:
- „Schutz, Erhaltung und Entwicklung eines abwechslungsreichen, gut ausgebildeten Biotopkomplexes aus mageren Grasfluren, Gebüschgruppen und Kleingewässern;“
- „Erhaltung der hohen Artenvielfalt, sowie des Wertes als Refugialbiotop.“
- „Das NSG dient auch der nachhaltigen Sicherung von besonders schutzwürdigen Lebensräumen nach § 30 BNatSchG und von Vorkommen seltener Tier- und Pflanzenarten und Pflanzengesellschaften.“[1]

## Zusätzliche Gebote und Entwicklungsmaßnahmen
Im Landschaftsplan Arnsberg wurden die folgenden Gebot festgeschrieben:
- „Der Offenlandcharakter des Gebietes ist durch eine extensive Grünlandbewirtschaftung (Beweidung oder Mahd) zu gewährleisten;“
- „die vorhandenen Kleingewässer sind unter besonderer Berücksichtigung der Libellenfauna von aufkommender Vegetation freizuhalten, um eine Verlandung zu verhindern.“

Im Landschaftsplan Arnsberg wurden die folgenden Entwicklungsmaßnahmen aufgeführt:
- „Vorhandene nichtstandortgerechte Gehölze sind in extensives Grünland umzuwandeln,“
- „alternativ sind sie durch standortgerechte heimische Laubgehölze zu ersetzen (§ 13 LNatSchG);“
- „auf der Fläche sind weitere Kleingewässer – ggf. im Verbund – anzulegen (§ 13 LNatSchG);“
- „bei Bedarf sind die Kleingewässer in geeigneter Form vor Eutrophierung durch Weidetiere zu schützen (§ 13 LNatSchG).“[1]

## Naturschutzmaßnahmen
Der Verein für Natur- und Vogelschutz im Hochsauerlandkreis (VNV) pflegte 2007 20 alte Obstbäume in zwei Teilflächen im NSG. Die Obstbäume standen bei zwei Bauernhöfen, welche 1954 abgerissen wurden, um Platz für die Nutzung als Standorttruppenübungsplatz zu schaffen. Seit 2018 finden immer wieder Arbeiten durch den VNV und den Landschaftspflegetrupp der Biologischen Station Hochsauerlandkreis im NSG statt.

## Fauna

### Amphibien und Reptilien
Nachweise der Kreuzkröte liegen zuletzt aus den Jahren 1981 und 1982 vor. Damals sorgten Panzerfahrzeuge der belgischen Truppen aus Arnsberg noch für große offene vegetationslose Bereiche mit kleinen Tümpeln.
Die Ringelnatter kommt aktuell noch im NSG vor, wobei ein direkter Zusammenhang mit der Population im Ruhrtal besteht.
Galerie von im Naturschutzgebiet Spreiberg fotografierten Amphibien und Reptilien:

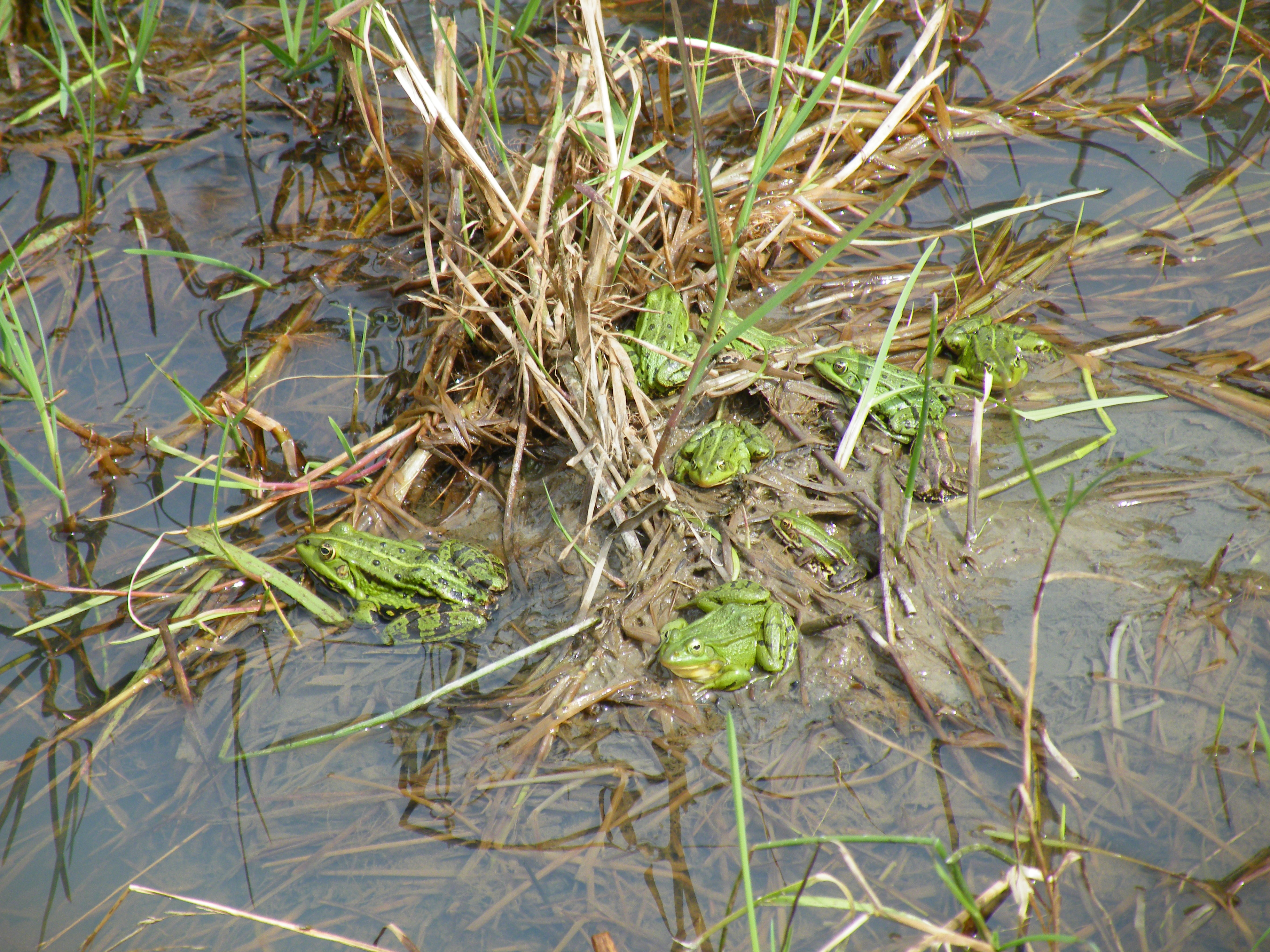
Teichfrösche
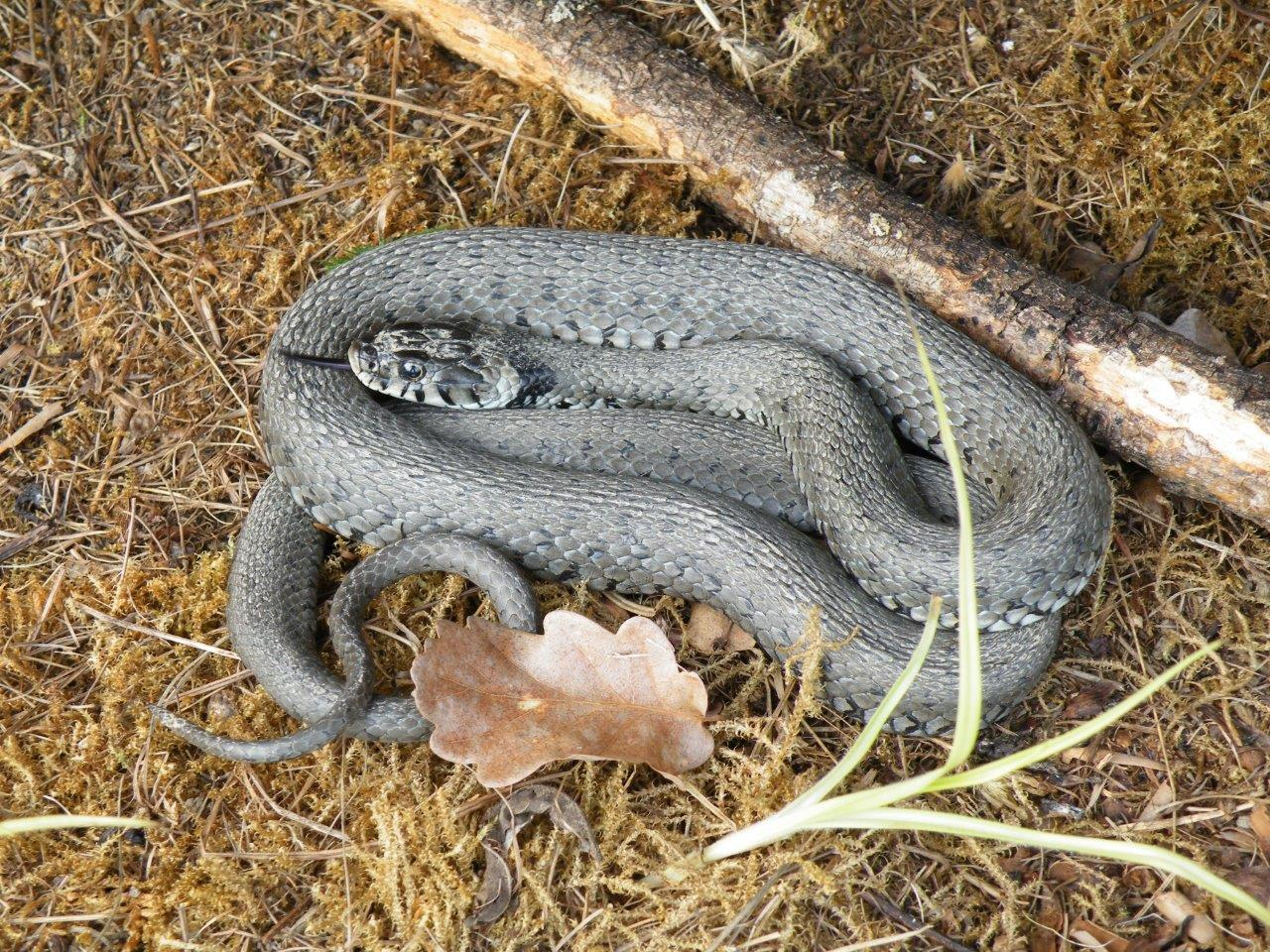
Ringelnatter
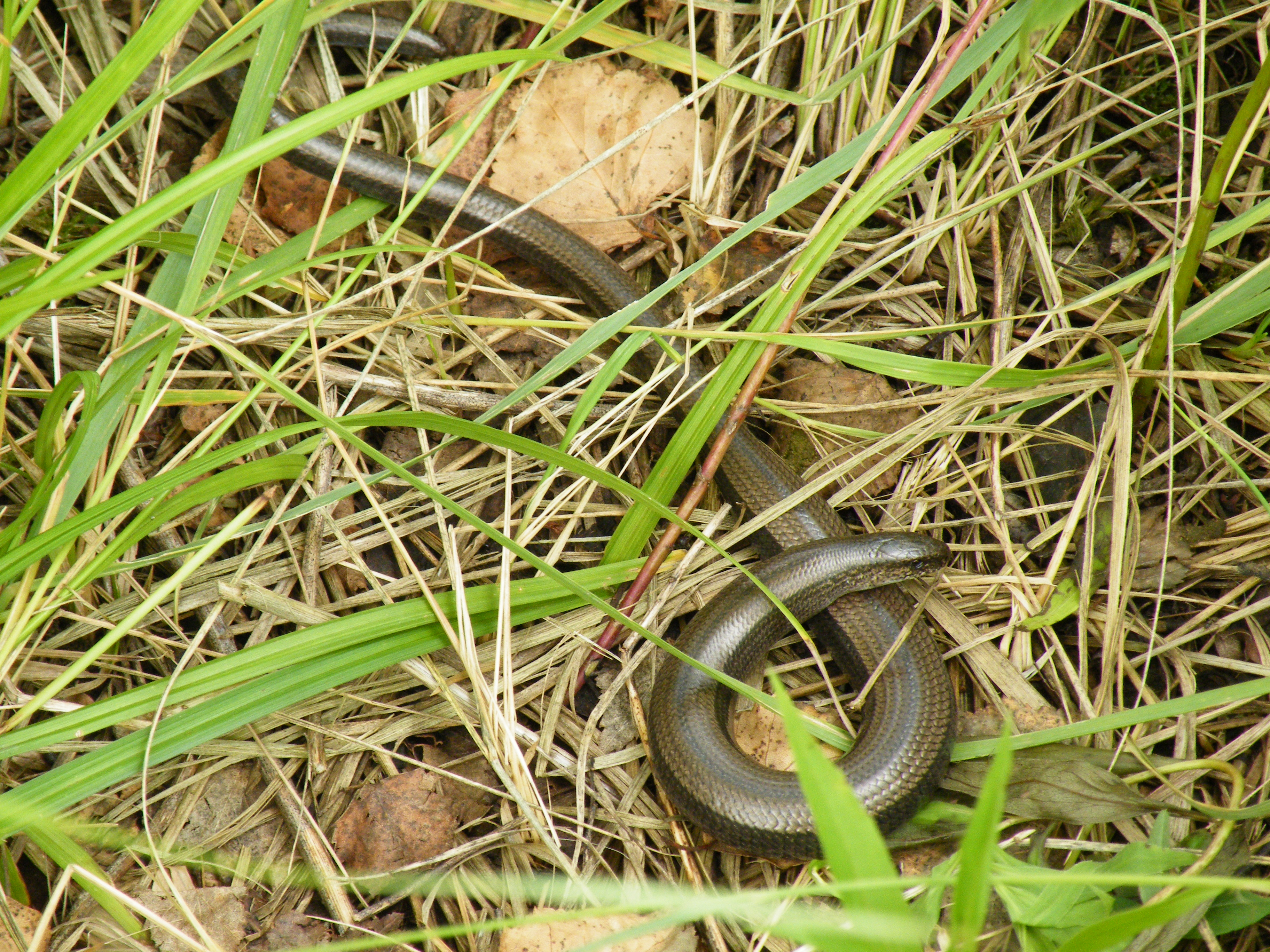
Blindschleiche

### Insekten
Auf den Weideflächen kommt die Gelbe Wiesenameise (Lasius flavus) vor, welche Nesthügel erbaut. Diese Nesthügel geben Teilen der Grünlandflächen das Aussehen einer Buckelweide. Im östlichen Teil des Gebietes, wo sich eine Talsenke zum Ruhrtal hin öffnet, gibt es eine 250 m × 80 m große Fläche, auf der sich die Nesthügel häufen. Im Rest des Gebietes sind Nesthügel nur vereinzelt anzutreffen. Weitere Insekten im NSG sind Blaugrüne Mosaikjungfer, Große Pechlibelle, Große Königslibelle und Wespenspinne.
Galerie von im Naturschutzgebiet Spreiberg fotografierten Insekten:

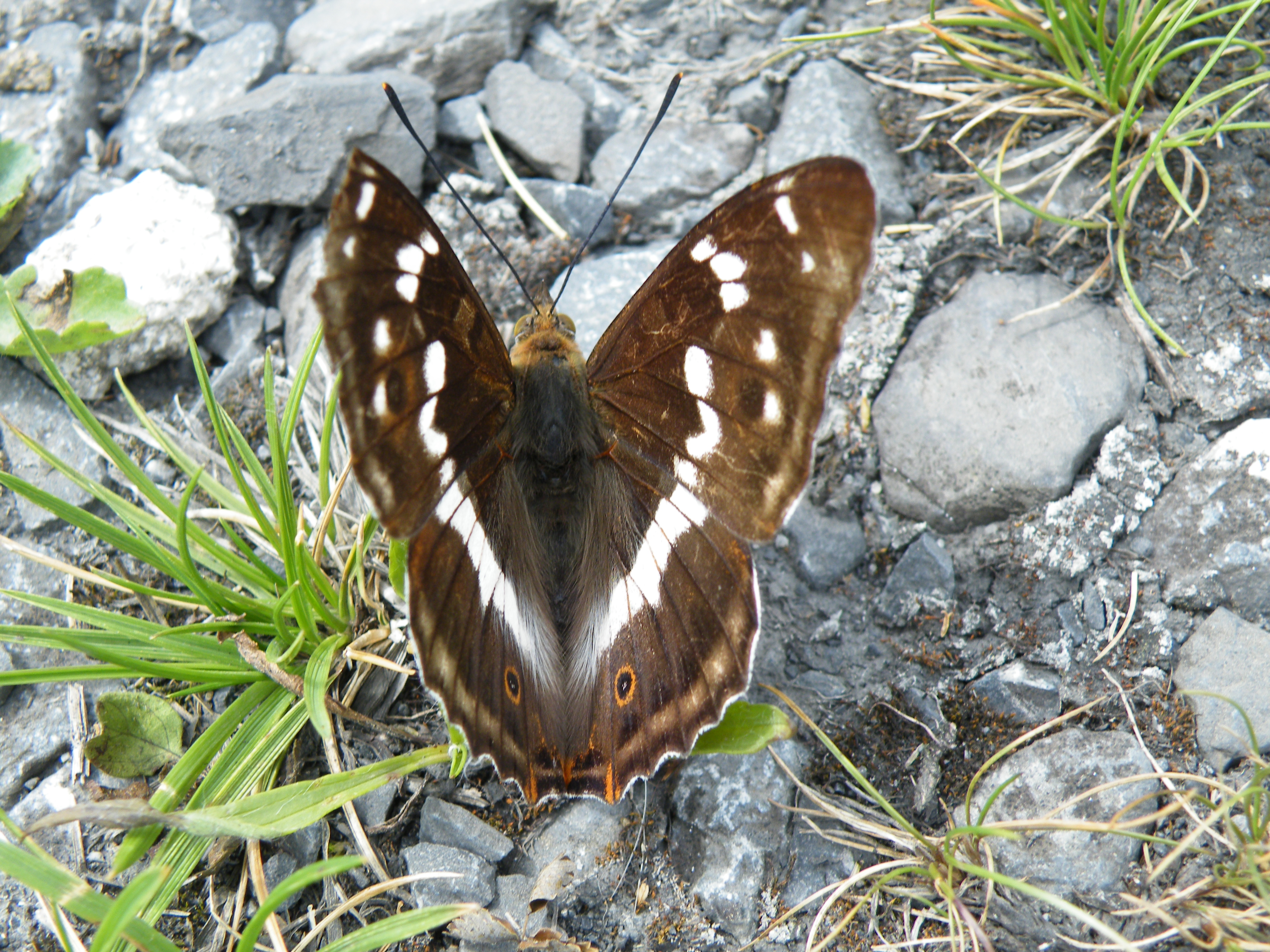
Großer Schillerfalter
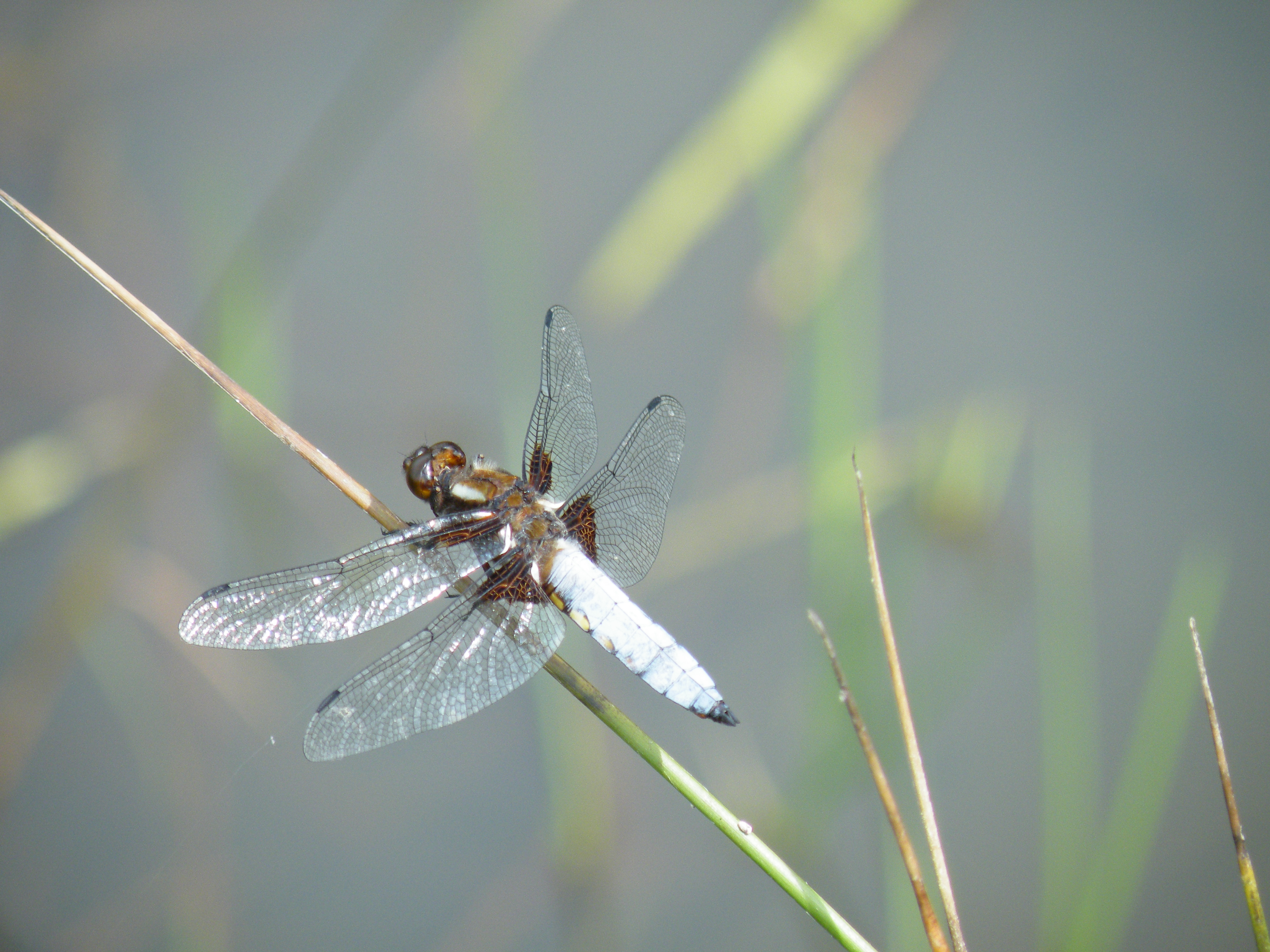
Plattbauch-Libelle
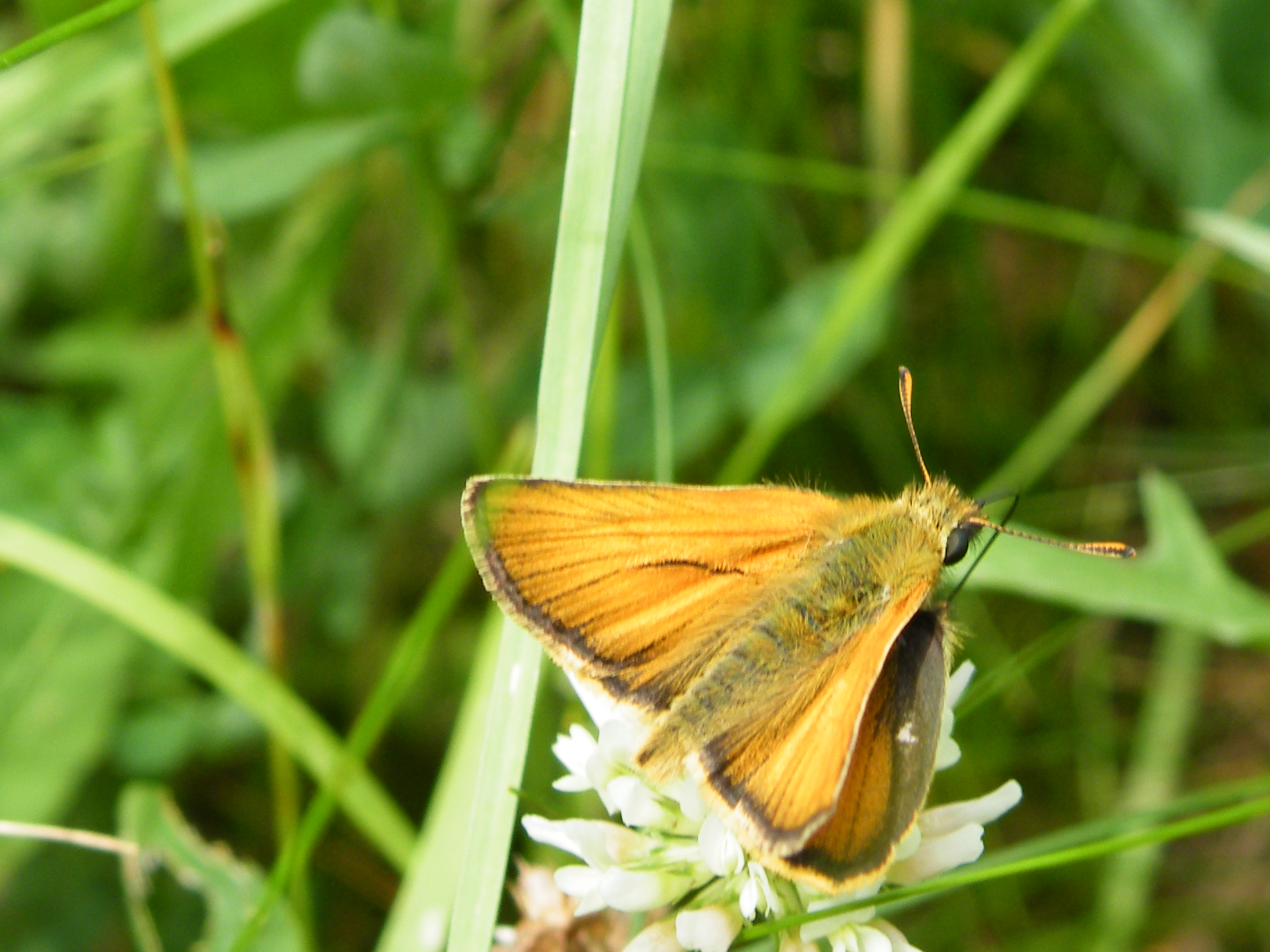
Braunkolbiger Braun-Dickkopffalter

### Vögel und Säugetiere
Galerie von im Naturschutzgebiet Spreiberg fotografierten Vögeln und Säugetieren:

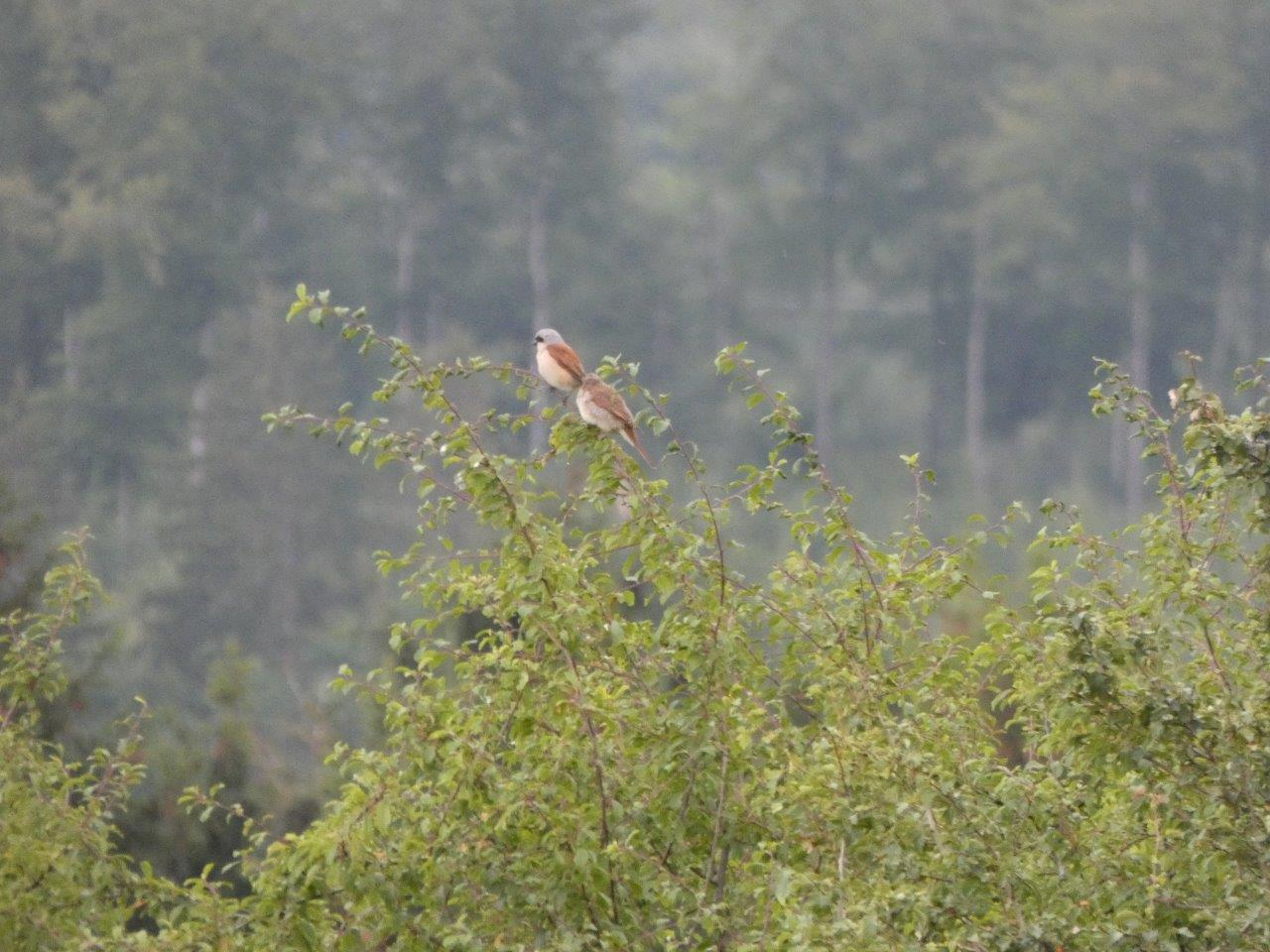
Neuntöter
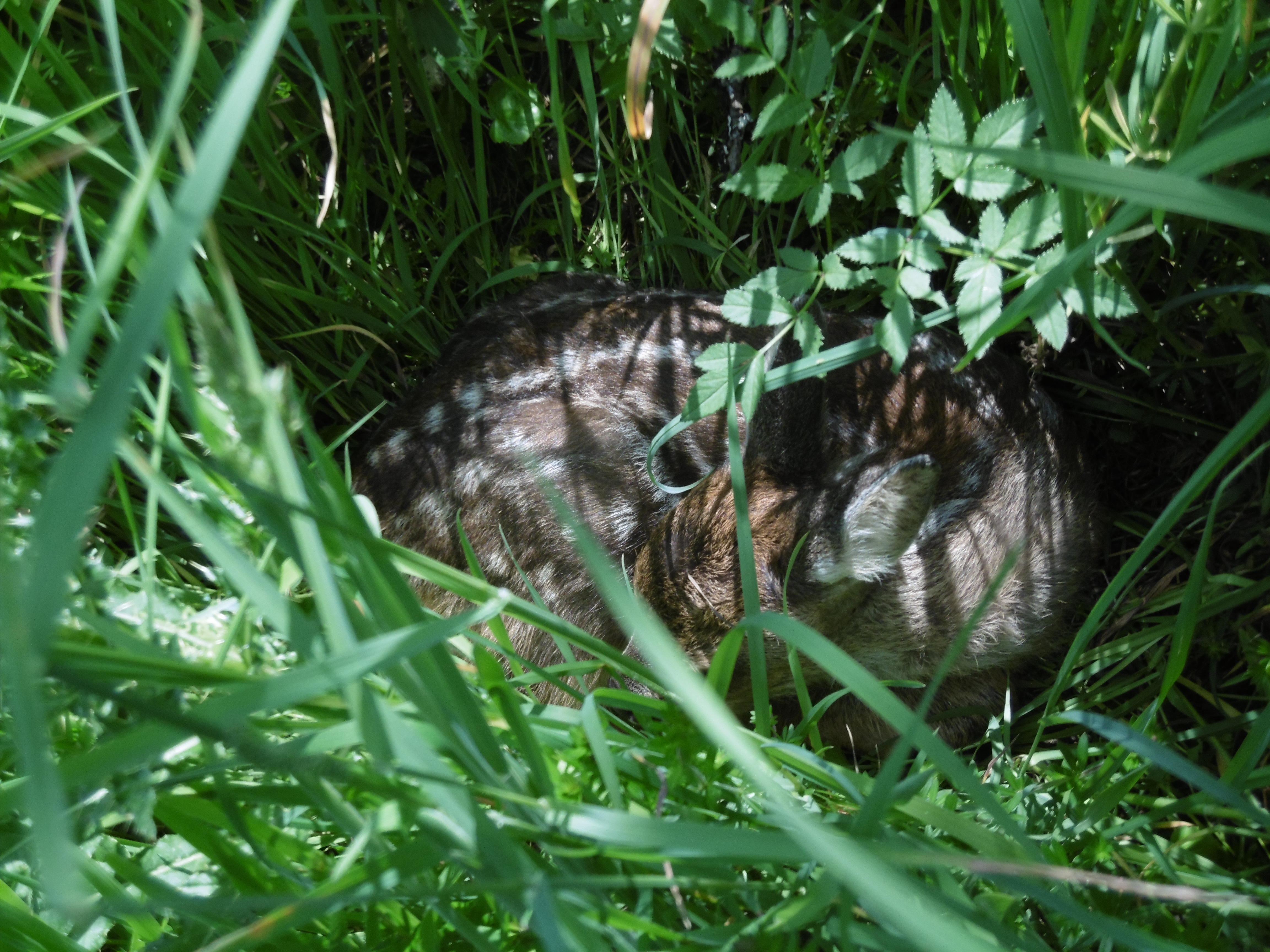
Rehkitz

## Flora und Pilze

### Flora
Auswahl vom Fachinformationssystem des Landesamtes für Natur, Umwelt und Verbraucherschutz Nordrhein-Westfalen (LANUV) werden die Pflanzenarten Acker-Hornkraut, Acker-Schachtelhalm, Acker-Stiefmütterchen, Acker-Witwenblume, Ästiger Igelkolben, Bäumchen-Leitermoos, Beifuß, Bergwiesen-Frauenmantel, Besenheide, Blutwurz, Breitblättriger Rohrkolben, Breitblättriger Thymian, Deutsches Weidelgras, Dreizahn, Echte Nelkenwurz, Echtes Johanniskraut, Echtes Mädesüß, Echtes Springkraut, Echtes Tausendgüldenkraut, Erdbeer-Fingerkraut, Feld-Hainsimse, Frauenfarn, Frühlings-Fingerkraut, Frühlings-Segge, Fuchssches Greiskraut, Färber-Ginster, Gamander-Ehrenpreis, Gänseblümchen, Geflecktes Johanniskraut, Gegenblättriges Milzkraut, Gemeines Hornkraut, Gewöhnliche Kreuzblume, Gewöhnlicher Blutweiderich, Gewöhnlicher Gilbweiderich, Gewöhnlicher Froschlöffel, Gewöhnliches Habichtskraut, Gewöhnliches Ferkelkraut, Gewöhnlicher Hornklee, Gewöhnliches Ruchgras, Glieder-Binse, Gras-Sternmiere, Kleine Bibernelle, Kleine Braunelle, Kleiner Sauerampfer, Kriechender Hahnenfuß, Oregano, Rotes Straußgras, Rotschwingel, Rundblättrige Glockenblume, Spitz-Wegerich, Spitzlappiger Frauenmantel, Wald-Engelwurz, Weiches Honiggras, Wiesen-Kammgras und Weissklee für das NSG aufgelistet.

### Pilze
2017 erfolgte im NSG der Erstnachweis des Tintenfischpilz für den Hochsauerlandkreis. Die Art stammt aus Australien und kam erst 1934 nach Deutschland.

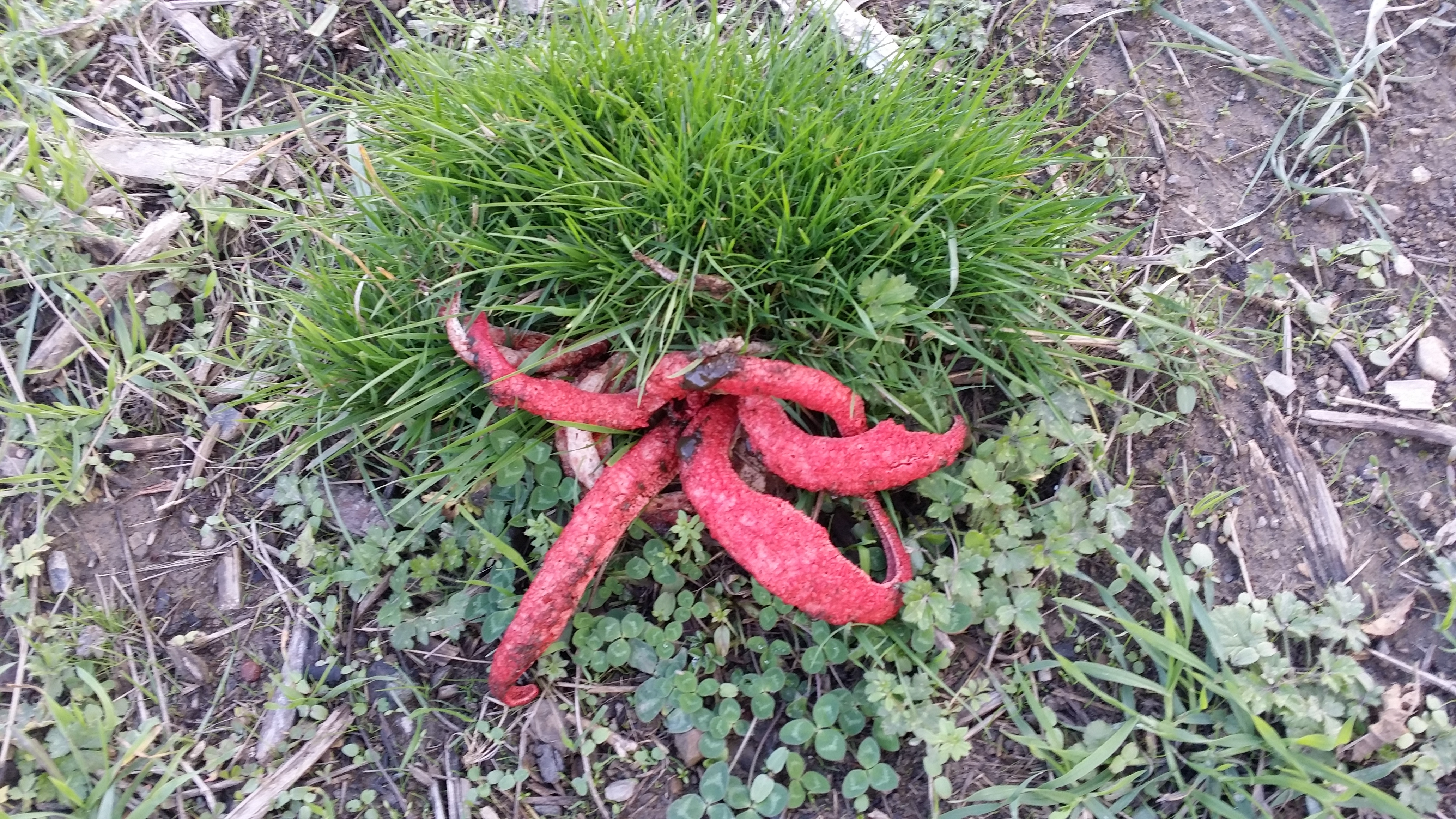
Tintenfischpilz